# Leuciris institata
Leuciris institata är en fjärilsart som beskrevs av Achille Guenée 1858. Leuciris institata ingår i släktet Leuciris och familjen mätare. Inga underarter finns listade i Catalogue of Life.

## Bildgalleri

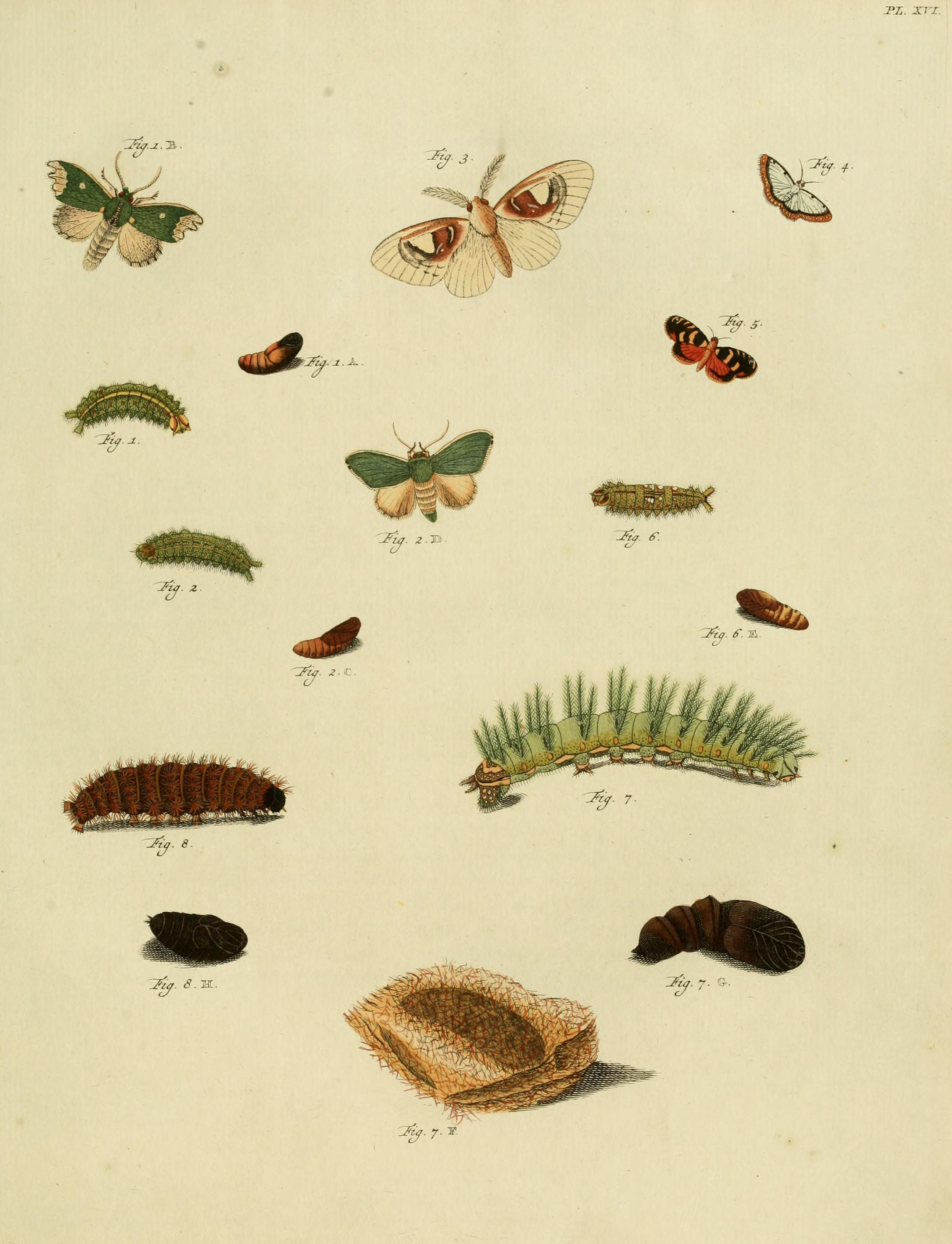